# Słotwiny (Krynica-Zdrój)

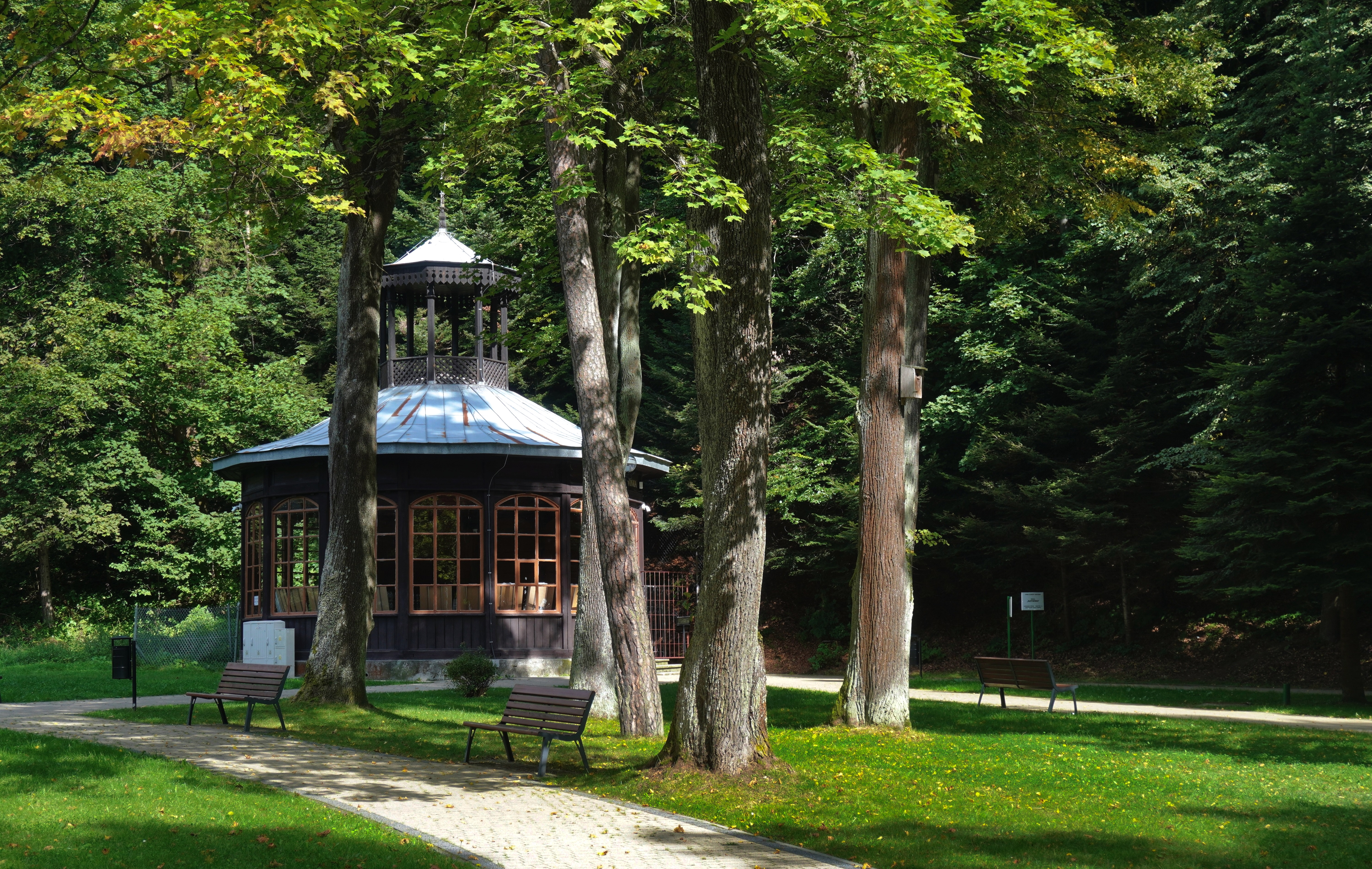
Park Słotwiński, Pijalnia Słotwinka

Słotwiny (j. łemkowski Солотвины) – część miasta Krynica-Zdrój w Polsce, położona w województwie małopolskim, w powiecie nowosądeckim.
Leży nad potokiem Krynica (prawdy dopływ Muszynki) na północy miasta, wzdłuż ulicy Słotwińskiej. Jest to typowa ulicówka. Odległość od centrum Krynicy to około 2,5 km. Znajduje się w okolicy górskiej, na wysokości ok. 664 m n.p.m.
W Słotwinach znajduje się drewniana cerkiew greckokatolicka pw. Opieki Bogurodzicy (Pokrow), zbudowana w 1888 w miejscu starszej cerkwi, która spłonęła w 1884. Cerkiew była remontowana w 1932. Po wojnie użytkowana przez wiernych obrządku rzymskokatolickiego.
Na terenie Słotwin znajduje się Kompleks Narciarski Słotwiny oraz Słotwiny Arena. W znajdującym się tu Parku Słotwińskim, pobiera się lecznicą wodę Słotwinka.

## Historia
Wieś lokowana w 1595 roku. Słotwiny były wsią  biskupstwa krakowskiego w powiecie sądeckim w województwie krakowskim w końcu XVI wieku.
Dawniej samodzielna wieś i gmina jednostkowa w powiecie nowosądeckim, od 1920 w województwie krakowskim. W 1921 roku liczyła 648 mieszkańców.
15 maja 1928 wyłączono z niej znaczny obszar i włączono do miasta Krynicy-Zdroju.
1 kwietnia 1929 gminę Słotwiny zniesiono, włączając ją do gminy Krynica-Wieś. Słotwiny stanowiły odtąd część tej miejscowości, ponieważ kiedy Krynicę-Wieś przekształcono w 1934 roku w gminę zbiorową Krynica, składała się ona z tylko jednej miejscowości (Krynica-Wieś) i przez to nie była podzielona na gromady.
1 stycznia 1950 Krynicę-Wieś (z wchodzącymi w jej skład Słotwinami) włączono do miasta Krynica, likwidując tym samym gminę Krynica.